# 사카이촌 (도치기현 나스군)
사카이촌(境村)은 도치기현 나스군에 속했던 촌이다.

## 지리
현재의 나스카라스야마시, 구 가라스야마정의 남동부에 해당한다.

## 역사
- 1889년 4월 1일 - 정촌제 시행에 의해 나스군 사카이촌이 성립하였다.
- 1954년 3월 31일 - 가라스야마정, 무카다촌, 나나고촌과 합병해,  가라스야마정이 성립하여, 사카이촌은 소멸하였다.

## 인구, 세대
| 년     | 인구  |
| ------ | ----- |
| 1891년 | 4,393 |
| 1920년 | 5,702 |
| 1935년 | 5,871 |
| 1950년 | 7,087 |

| 년     | 세대  |
| ------ | ----- |
| 1920년 | 996   |
| 1935년 | 997   |
| 1950년 | 1,166 |

## 참고문헌
- 角川日本地名大辞典編纂委員会『가도카와 일본 지명 대사전 9 栃木県』、가도카와 쇼텐、1984年 ISBN 4040010906
- 日本加除出版株式会社編集部『全国市町村名変遷総覧』、日本加除出版、2006年、ISBN 4817813180
- 『栃木県町村合併誌 第一巻』 栃木県、1955年4月。

1. 1 2  가도카와 일본지명대사전을 바탕으로 작성됨